# Ministère du Travail du Reich
Le ministère du Travail du Reich (en allemand : Reichsarbeitsministerium) était un ministère du Reich allemand créé en 1919 et chargé de la politique sociale.
Disparu en 1945, il a été remplacé par le ministère fédéral du Travail et de l’Ordre social en République fédérale d’Allemagne en 1949.

## Histoire
Le ministère du Travail du Reich est créé en 1919 à partir de l'office impérial du Travail (Reichsarbeitsamt) créé dans les dernières semaines de l'Empire.
Dans les années 1920 et jusqu'à la Grande Dépression, le ministère développe la politique sociale du Reich, avec en 1919 l'assistance aux invalides de guerre, en 1920 la loi sur les conseils d'entreprise (Betriebsrätegesetz), en 1923 l'ordonnance sur le temps de travail (Arbeitszeitverordnung), en 1926 la loi sur le temps de travail (Arbeitszeitgesetz), en 1927 l'assurance-chômage.
Sous le régime nazi, le ministère perd en importance en raison de la baisse du chômage et de l'interdiction des syndicats et des conseils d'entreprises. La tutelle du Service du travail du Reich (Reichsarbeitsdienst), créé en 1933, passe dès 1934 au ministère de l'Intérieur du Reich.

## Ministres
| Nom | Nom                | Mandat     | Mandat     | Parti       | Cabinet(s)                                                                                        |
| --- | ------------------ | ---------- | ---------- | ----------- | ------------------------------------------------------------------------------------------------- |
|     | Gustav Bauer       | 13/02/1919 | 20/06/1919 | SPD         | Scheidemann                                                                                       |
|     | Alexander Schlicke | 21/01/1919 | 21/01/1920 | SPD         | Bauer, Müller I                                                                                   |
|     | Heinrich Brauns    | 25/06/1920 | 12/06/1928 | DZP         | Fehrenbach, Wirth I et II, Cuno, Stresemann I et II, Marx I et II, Luther I et II, Marx III et IV |
|     | Rudolf Wissell     | 28/06/1928 | 27/03/1930 | SPD         | Müller II                                                                                         |
|     | Adam Stegerwald    | 30/03/1930 | 30/05/1932 | DZP         | Brüning I et II                                                                                   |
|     | Hermann Warmbold   | 01/06/1932 | 06/06/1932 | Indépendant | Papen                                                                                             |
|     | Hugo Schäffer      | 07/06/1932 | 17/12/1932 | Indépendant | Papen                                                                                             |
|     | Friedrich Syrup    | 03/12/1932 | 28/01/1933 | Indépendant | Schleicher                                                                                        |
|     | Franz Seldte       | 30/01/1933 | 30/04/1945 | DVP, NSDAP  | Hitler                                                                                            |
|     | Theodor Hupfauer   | 30/04/1945 | 01/05/1945 | NSDAP       | Goebbels                                                                                          |
|     | Franz Seldte       | 02/05/1945 | 23/05/1945 | NSDAP       | Schwerin von Krosigk (gouvernement de Flensbourg)                                                 |

## Annexe